# Guthrie (Oklahoma)
Guthrie település az Amerikai Egyesült Államok Oklahoma államában, Logan megyében, melynek megyeszékhelye is. Lakosainak száma 10 749 fő (2020. április 1.).

## Népesség
A település népességének változása:

| 2010 | 10 191 |
| 2020 | 10 749 |